# Rauhe Wiese
Die Rauhe Wiese, heutige Schreibweise "Raue Wiese", ist ein Naturschutzgebiet auf der Schwäbischen Alb im Naturraum des nördlichen Albuchs. Es liegt auf der Gemarkung Rötenbach der Gemeinde Bartholomä im Ostalbkreis (Baden-Württemberg).

## Beschreibung

### Lage
Auf dem Nordalbuch zwischen den Gemeinden Böhmenkirch und Bartholomä liegt das 5,25 Hektar große Naturschutzgebiet auf etwa 650 m Höhe. Es handelt sich um eine ehemals viel größere Streuwiese, die von einzelnen Gehölzgruppen durchsetzt und von Fichtenwäldern umgeben ist. Das Gebiet weist einige Stillgewässer auf.

### Kenndaten
Dieses Gelände wurde am 12. Juni 1975 per Verordnung des Regierungspräsidiums Stuttgart zum Naturschutzgebiet Nr. 1050 erklärt. Der CDDA-Code lautet 82371 und entspricht der WDPA. Die Rauhe Wiese ist auch Teil des FFH-Gebietes Albuchwiesen (Nr. 7225-341), das 51,1 ha umfasst und zum europäischen Schutzgebietsnetz Natura 2000 gehört.

### Schutzzweck
Ziel ist die Erhaltung der ehemaligen Streuwiese auf staunassen, teils torfigen Böden mit den für die Schwäbische Alb eher untypischen, säureliebenden Borstgrasrasen und Heideflächen, in denen zahlreiche Pflanzen- und Tierarten einen wertvollen Lebensraum finden.

## Erhaltung der ehemaligen Streuwiese mit ihren Böden, ihrer Flora und Fauna

### Geologie und Böden
Das eigentliche Naturschutzgebiet Raue Wiese ist Teil eines wesentlich größeren Gebietes gleichen Namens zwischen Bartholomä und Böhmenkirch. Von der Geologie sowie von der Flora und Fauna betrachtet, gehören dazu auch die in der Nähe liegenden weiteren Naturschutzgebiete wie die Streuwiese bei Rötenbach und die Hülbe am Märtelesberg (Landkreis Heidenheim), zudem die flächenhaften Naturdenkmale Neue Hülbe, Westliche und Östliche Birkenhülbe und die Kolmannshülbe (alle Landkreis Göppingen). Alle genannten Gebiete liegen in einer abflusslosen miozänen Karstwanne mit zahlreichen Dolinen, Hülben und Tümpeln. In der Rauen Wiese ist der Untergrund zu großen Teilen mit Feuerstein-Ocker-Lehmen bedeckt, die durch die Verwitterung von einst höher gelegenen Weißjuraschichten entstanden. Die daraus hervorgegangenen entkalkten Böden sind nur schwer wasserdurchlässig und neigen zur Staunässe. Infolge des oberflächennah gestauten Wassers und den sauren Bedingungen kam es zur Humusanreicherung und teilweise zur Torfbildung. Die Torfschichten sind aber nur wenige Dezimeter dick.

### Flora und Fauna
Vier Lebensraumtypen von europäischer Bedeutung kommen mosaikartig angeordnet auf dem Gebiet der Rauen Wiese vor. Dazu gehören artenreiche montane Borstgras-Binsenrasen, Übergangs- und Schwingrasenmoore, natürliche nährstoffreiche Teiche und Richtung Waldsaum ein schmaler Streifen artenärmerer trockener Heiden mit Besenheide (Calluna), Heidelbeere und Flügelginster. Man findet hier auch Rohbodenflächen mit Pionierarten, darunter seltene Moose, Flechten, Pilze und Keulen-Bärlapp. Die Borstgrasrasen mit dem namensgebenden Borstgras werden am bedeutendsten eingestuft wegen ihrer Vorkommen von seltenen Pflanzen wie dem Wald-Läusekraut und der Arnika (Bergwohlverleih). Entstanden sind diese Magerwiesen aus der historischen Streuwiesennutzung. Als Begleiter treten hier gerne Pfeifengras, Seggen und Sparrige Binse auf.
Die Übergangs- und Schwingrasenmoore zeichnen sich durch das Vorkommen von Scheiden-Wollgras und Schmalblättrigem Wollgras aus. Dicke Polster von Torfmoos zeigen Moorbildung an. Diese an die Vegetation eines Hochmoors erinnernden Flächen bezeichnete der Pionierforscher der Rauen Wiese, Rudolf Hauff, als „Feuchte Heiden mit hochmoorähnlichem Charakter“. In die offenen Bereiche des Gebietes sind Weidengebüsche und einzelne solitäre Fichten und Birken eingestreut. In der Mitte der Rauen Wiese liegt ein kleines Moorwäldchen mit Hänge-Birke und Vogelbeere.
Der größere Tümpel im Nordosten hat eine mittlere Nährstoffdichte und wird vom Schwimmenden Laichkraut besiedelt. Der ringförmig angelegte Tümpel (die sogenannte Ringhülbe) ist bereits stark verlandet. Die Stillgewässer sind ein wichtiger Lebensraum für zahlreiche Libellenarten, darunter die seltene und streng geschützte Speer-Azurjungfer, sowie deren Begleitarten, beispielsweise die Glänzende Binsenjungfer, die Kleine Moosjungfer und die Torf-Mosaikjungfer. Angesiedelt haben sich auch Erdkröten, Wasserfrösche, diverse Heuschreckenarten und eine umfangreiche Käferfauna.

## Siedlungsgeschichte und Schutzmaßnahmen

### Siedlungsgeschichte
Die ältesten Siedlungsspuren der Gegend stammen aus der Hallstattzeit. In geschichtlicher Zeit dienten die Wälder als Weidewälder für die umliegenden Siedlungsgemeinschaften. Um das Jahr 1000 wurde das Gebiet erstmals gerodet und als sogenannter Mähder bewirtschaftet, dabei wechselte Beweidung mit Streuwiesennutzung. Im Bereich der Rauen Wiese gab es erst im Spätmittelalter eine dauerhafte Besiedlung. Damals im Besitz der Gemeinde Böhmenkirch wurde das Gebiet ab 1750 oder früher als Egart bewirtschaftet. Bei dieser Wirtschaftsweise nutzte man wechselnd einzelne Zonen ackerbaulich für ein bis drei Jahre, dann wieder als Weide für zehn bis zwanzig Jahre. Gedüngt wurde nicht. Angebaut wurden meist Hafer und Buchweizen (Heidkorn). Das Heidekraut, das sich nach der Brachlegung wieder verbreitete, diente abgemäht als Streu für die Ställe oder wurde einfach untergepflügt.
In den 1930er Jahren entwässerte der Reichsarbeitsdienst das Gebiet und wandelte es in Grün- und Ackerland um. 1933 wurde eine große Bauernsiedlung angelegt und die Bewirtschaftung von vierzehn Erbhöfen aus in Angriff genommen (heute der Weiler Heidhöfe). Später erfolgte die Aufforstung der im Norden gelegenen Flächen mit Fichten. Davon blieb die Streuwiese des heutigen Naturschutzgebietes verschont.

### Schutzmaßnahmen und Gewässermanagement
Vor der Unterschutzstellung war die Streuwiese lange ungenutzt. Zwischen 1985 und 2000 wurden die offenen Flächen vom Land Baden-Württemberg erworben. Zur Sanierung des Wasserhaushaltes konnten von der Bezirksstelle für Natur- und Landschaftspflege (BNL) Stuttgart Ende der 1980er Jahre im und um das Naturschutzgebiet mehrere Fichtenaltholzbestände gerodet und die Flächen wiedervernässt werden. Die Fichtenbestände in der Nähe sind große Wasserverbraucher und wirken sich störend auf den Wasserhaushalt des Naturschutzgebietes aus. Ein Naturschutztümpel, die sogenannte Ringhülbe, wurde 1979 ohne Absprache mit dem BNL angelegt, an einer Stelle, an der nie eine Hülbe war. Anfang der 1990er Jahre fanden Moorsanierungsmaßnahmen statt. Das flache Staugewässer im Nordosten wurde vom BNL angelegt und stellt ein gutes Ersatzgewässer für die fast verlandete Ringhülbe dar. Es gibt weitere Kleingewässer, die unbeabsichtigt entstanden durch Aufstau, so 1995 im Süden und 2007 im Osten bei der Entfernung von Wurzelstubben und dem Verschluss der einst künstlich angelegten Abzugsgräben.
Seitdem werden die Flächen durch den Pflegetrupp des Regierungspräsidiums Stuttgart gepflegt (spätes Mähen von Teilflächen zur Verhinderung des Gehölzaufwuchses und das Zurückdrängen des Seegras-Seggenbestandes).
Trotz seiner versteckten Lage leidet das Gebiet unter den Besuchern, die Trampelpfade durch die trittempfindliche Vegetation hinterlassen.